# Johannes Acronius Frisius
Johannes Acronius Frisius, oder Johannes Atrocianus Frisius (* wahrscheinlich 1520 in dem westfriesischen Dorf Akkrum; † 18. Oktober 1564 in Basel) war ein Gelehrter, Arzt, Astronom und Mathematiker. 
Der humanistische Gelehrte ist nach seinem Geburtsort Akkrum (Gemeinde Boarnsterhim) benannt. Er studierte ab 1542 in Basel. 1545 erwarb er den Grad eines Bakkalaureus; 1547 den Magister Artium und wirkte von diesem Jahr ab als Professor für Mathematik, ab 1549 als Professor für Logik an der Universität Basel. 1551 heiratete er Verena Suracher. Im Jahr 1564, seinem letzten Lebensjahr erwirkte er den Doktorgrad für Medizin. Er starb an der Pest. Mehr als durch seine lateinischen Poesien und humanistischen Arbeiten erlangte er durch seine mathematischen astronomischen Werke Bekanntheit.

## Werke
- De motu terrae
- De sphaera
- De astrolabio et annuli astronomici confectione
- Cronicon und Progrosticon astronomica
- Dauid Georgen ausz Holand dess Ertzkätzers warhafftige Histori, ..., bei Hieronymum Curionem in Basel, 1559
- Miraculorum quorundam et eorundem effectuum descriptio, 1561